# كلية سولو الحكومية
كلية سولو الحكومية هي كلية عامة في جولو، سولو، الفلبين، تعتمد في نظامها علي التعليم والتدريب التقني والمهني والعالي في المجالات العلمية والزراعية والصناعية فضلاً عن الدورات الفنية أو المهنية قصيرة الأجل، وتشجع البحث والدراسات المتقدمة في التخصصات الموجودة في الكلية. أسسها الأمريكيون في عام 1924 كمدرسة سولو الثانوية، ثم مؤسسة تعليم عالي في سولو. في عام 1963 غُيّر اسم مدرسة سولو الثانوية إلى مدرسة دايانغ حاجي بينانداو التذكارية على شرف الراحلة بانجيان ملكة سولو، عملاً بالقانون الجمهوري رقم 3712. في عام 1982 دمجت كلية مجتمع جولو ومدرسة دايانغ حاجي بينانداو التذكارية الثانوية لتشكيل ما يُعرف الآن بكلية سولو الحكومية.